# Route 20 (Colombie-Britannique)
La Route 20, aussi connue comme la Chilcotin Highway est l'une des deux routes principales ouest / est de l'Interieur de la Colombie-Britannique (l'autre étant la route 16 (Route Yellowhead)). La Chilcotin Highway parcourt 457 km (284 mi) depuis Bella Coola, sur la côte pacifique jusqu'à Williams Lake, en traversant la région de Chilcotin. En 2019, toute la route à l'exception d'un segment de 42 km (26 mi) est asphalté. La route est un axe majeur pour l'industrie forestière.
La route 20 est célèbre pour son segment près du Young Creek Canyon, entre Anahim Lake et Bella Coola. Ce segment est connu comme The Hill ou The Precipice. À cet endroit, alors que la route traverse la Chaîne côtière via le Col Heckman dans le Parc provincial Tweedsmuir South à une altitude de 1 487 m (4 879 pi), la route descend pendant 43 km (27 mi) sur un tracé étroit, sinueux et comportant certains virages en épingle et deux lacets majeurs dans la Vallée de Bella Coola. La descente inclut un segment de 9 km (6 mi) comptant des inclinaisons allant jusqu'à 18%. La route est étroite et, à certains endroits, elle ne permet qu'à un véhicule à la fois de passer. D'autres endroits sont bordés par une falaise d'un côté et par des falaises et, de l'autre côté, par une précipice allant jusqu'à 320 m (1 050 pi). Des touristes ayant conduit sur cette route jusqu'à Bella Coola depuis Williams Lake ont refusé de conduire à nouveau sur la route, préférant revenir en empruntant un bateau ou un hydravion.
Jusqu'en 1953, la route 20 prenait fin à Anahim Lake, à 137 km (85 mi) de Bella Coola. La province considérait alors le terrain trop difficile et refusait de la prolonger, laissant Bella Coola inaccessible par la route. La route, alors connue comme la "Freedom Road", a été complétée par des volontaires locaux depuis les extrémités avec deux bulldozers et du matériel acheté à crédit. Les deux bulldozers se sont rencontrés le 26 septembre 1953 et une cérémonie d'ouverture officielle a été tenue le 18 juillet 1955,.

## Description du tracé
La route 20 est une route panoramique et traverse une région très faiblement peuplée. Elle débute au quai de Bella Coola d'où partent les traversiers vers Ocean Falls et Port Hardy, via Namu. La route parcourt 4,8 km (3 mi) jusqu'à Bella Coola. Après avoir traversé la localité, elle atteint Hagensborg, située à 20 km (12,4 mi) de là. Elle continue son trajet vers l'est en longeant la rivière Bella Coola sur 27 km (16,8 mi) et atteint l'entrée du Parc provincial Tweedsmuir South. Elle traverse le parc sur 54 km (34 mi). Dans le parc, près du site de camping Atnarko, le revêtement de la route passe de l'asphalte au gravier pour les prochains 43 km (27 mi).
En quittant le Parc, la route devient moins sinueuse mais demeure en gravier jusqu'à Anahim Lake. À partir de là, la route se dirige vers le sud-est jusqu'à Kleena Kleene, où elle bifurque vers l'est. Elle atteint ensuite le hameau de Hanceville, puis celui de Riske Creek. Elle atteint plus loin le fleuve Fraser, qu'elle traverse. Elle effectue quelques montées et descentes sur le Plateau Chilcotin avant d'atteindre Williams Lake, 23 km (14,3 mi) après avoir traversé le fleuve. La route prend fin à l'intersection avec la route 97. Elle continue comme route 97 nord.

## Intersections majeures
| District régional                    | Ville         | km     | Destinations                                                     | Notes                                            |
| ------------------------------------ | ------------- | ------ | ---------------------------------------------------------------- | ------------------------------------------------ |
| Central Coast                        | Bella Coola   | 0,00   | Quai de Bella Coola – Traversiers vers Port Hardy et Ocean Falls |                                                  |
| Central Coast                        | Hagensborg    | 35,70  | Traversée de la rivière Bella Coola                              | Traversée de la rivière Bella Coola              |
| Central Coast                        |               | 50,50  | Entrée ouest du Parc provincial Tweedsmuir South                 | Entrée ouest du Parc provincial Tweedsmuir South |
| Cariboo                              |               | 104,00 | Entrée est du Parc provincial Tweedsmuir South                   | Entrée est du Parc provincial Tweedsmuir South   |
| Cariboo                              | Riske Creek   | 440,00 | Traversée du fleuve Fraser                                       | Traversée du fleuve Fraser                       |
| Cariboo                              | Williams Lake | 454,94 | BC-97 – Cache Creek, Prince George                               | La BC-20 est devient la BC-97 nord               |
| - Accès payant - Transition de route |               |        |                                                                  |                                                  |

## Galerie

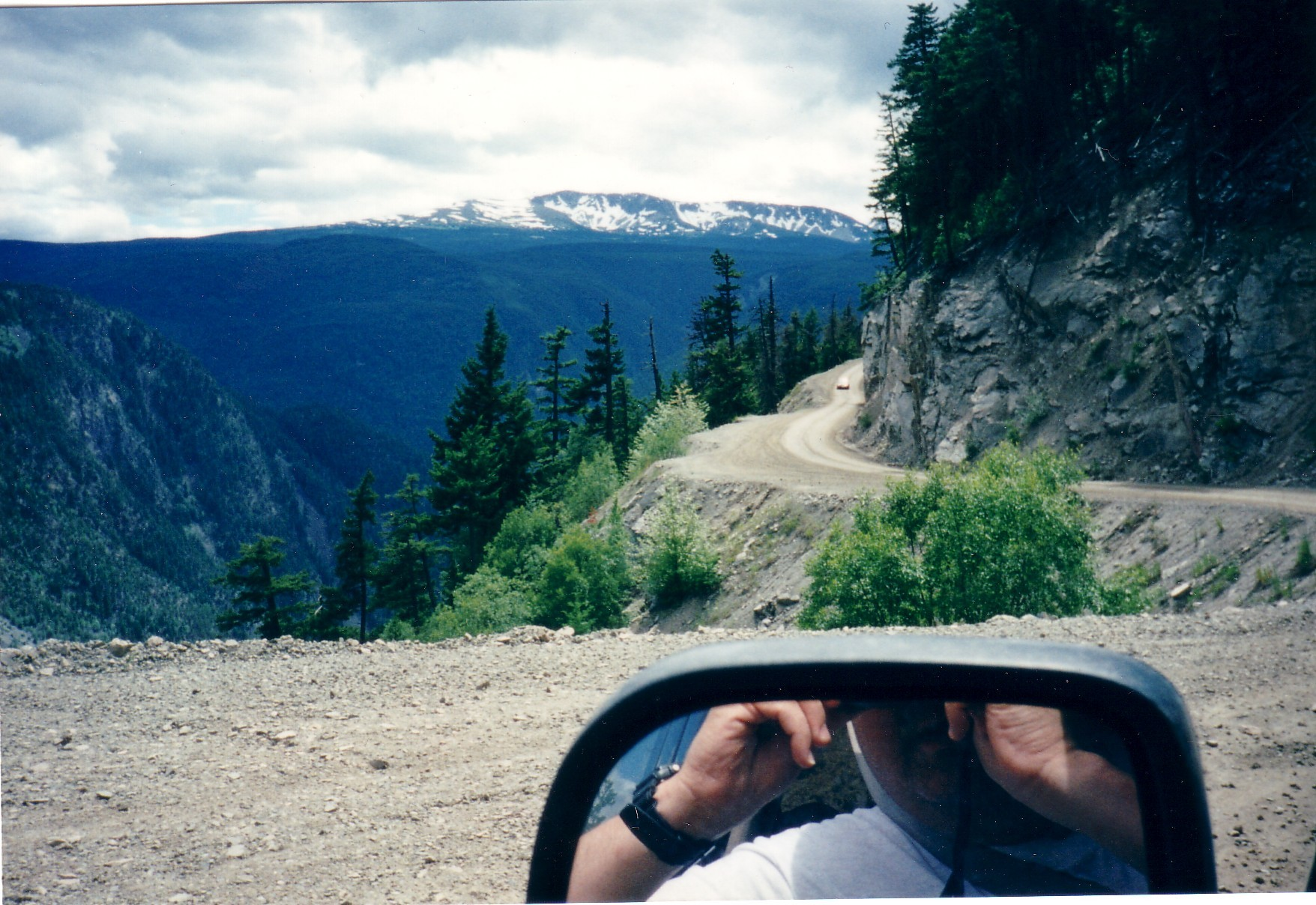
Descente de la Bella Coola Hill
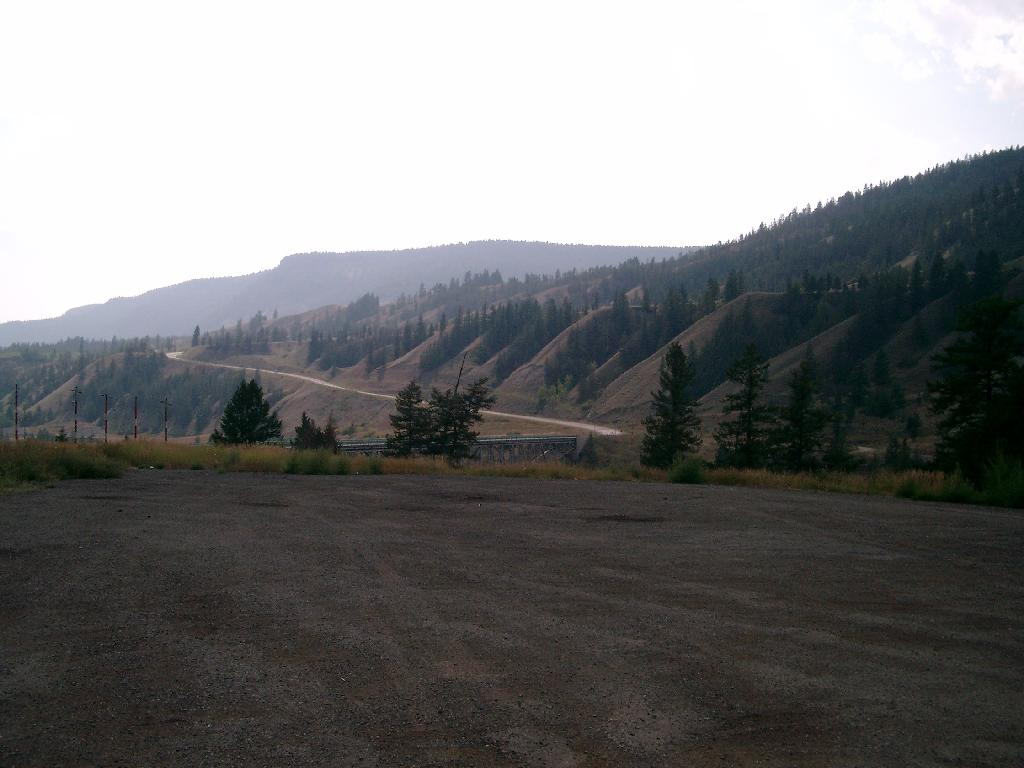
Sheep Creek Bridge au-dessus du fleuve Fraser
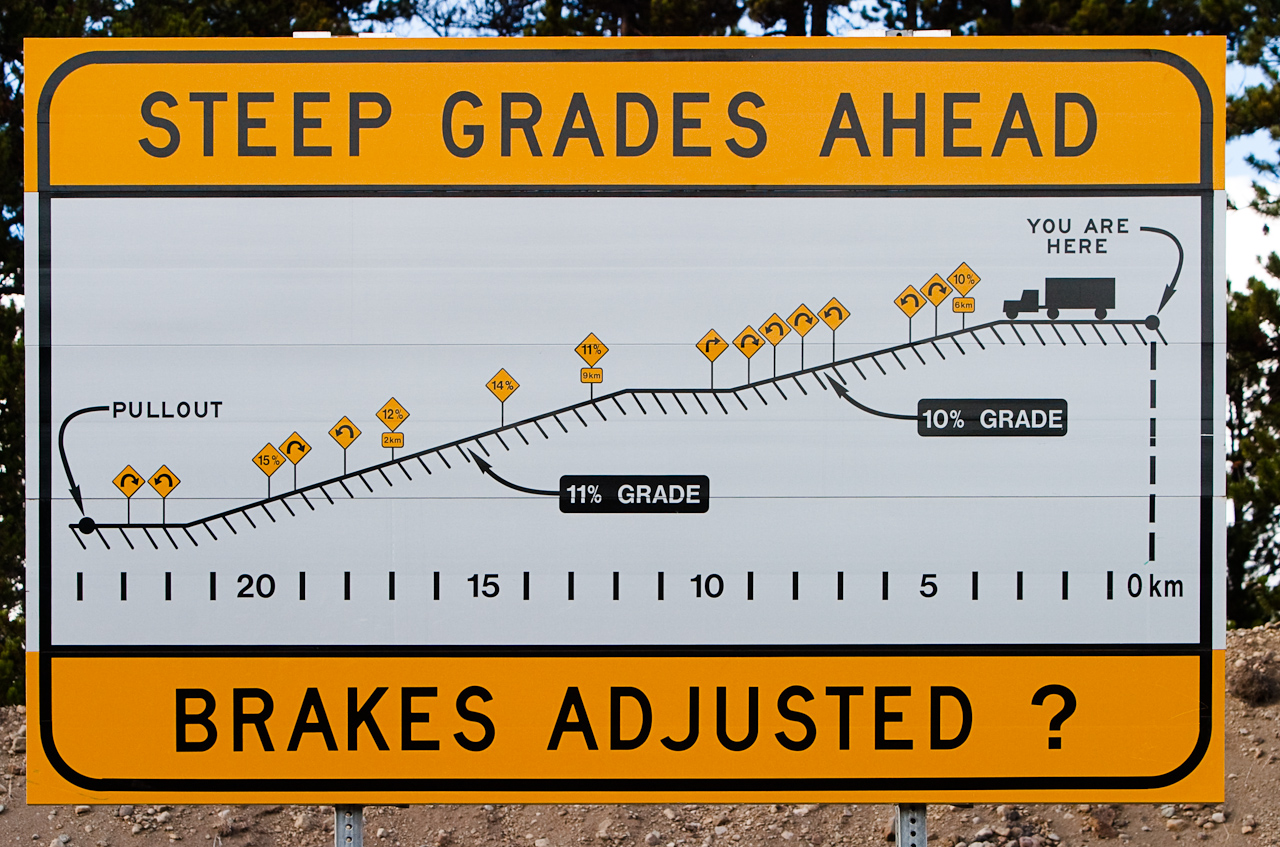
Panneau d'avertissement sur l'accotement au sommet de The Hill
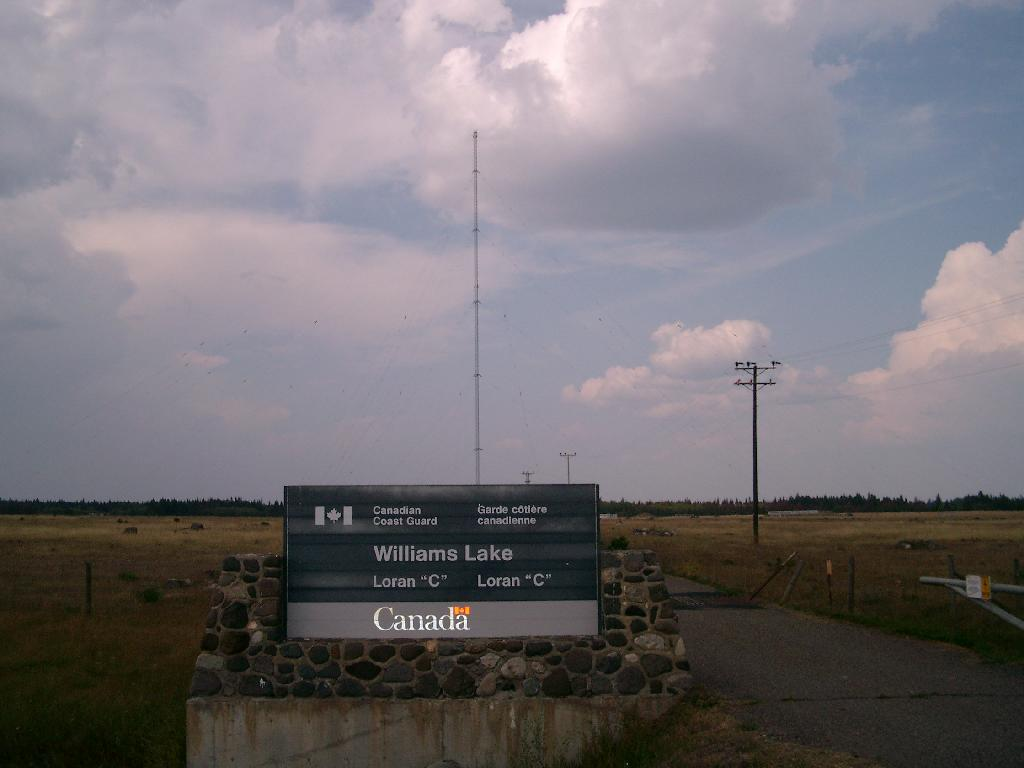
La station de LORAN-C près de Riske Creek
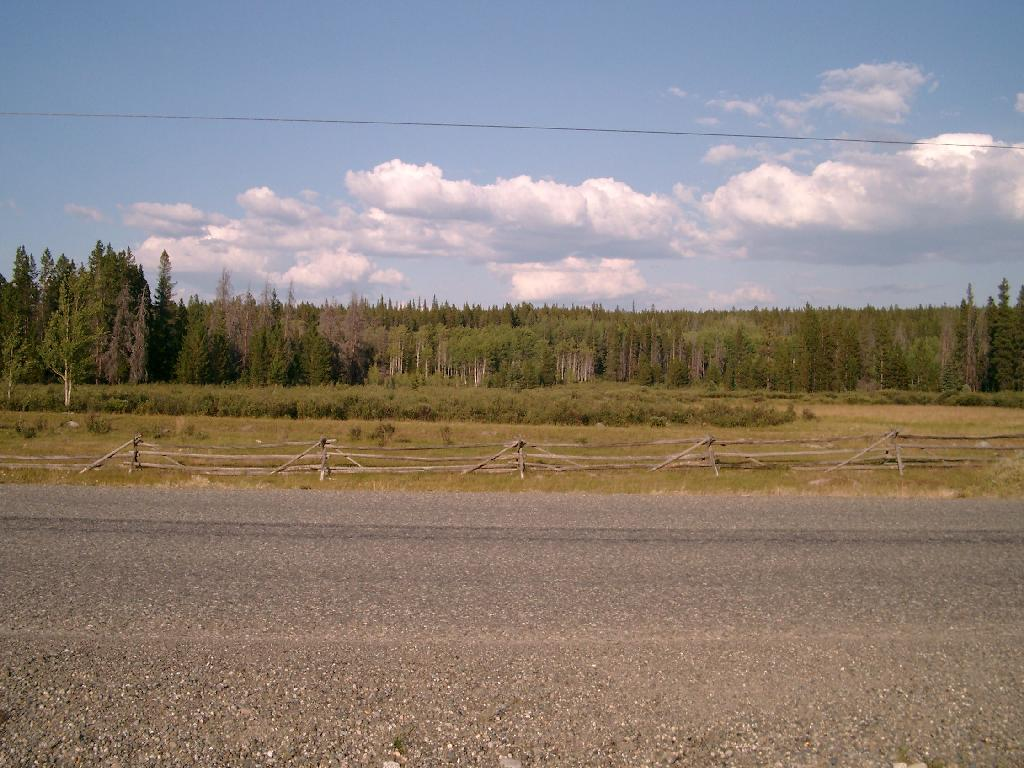
Environs de Riske Creek
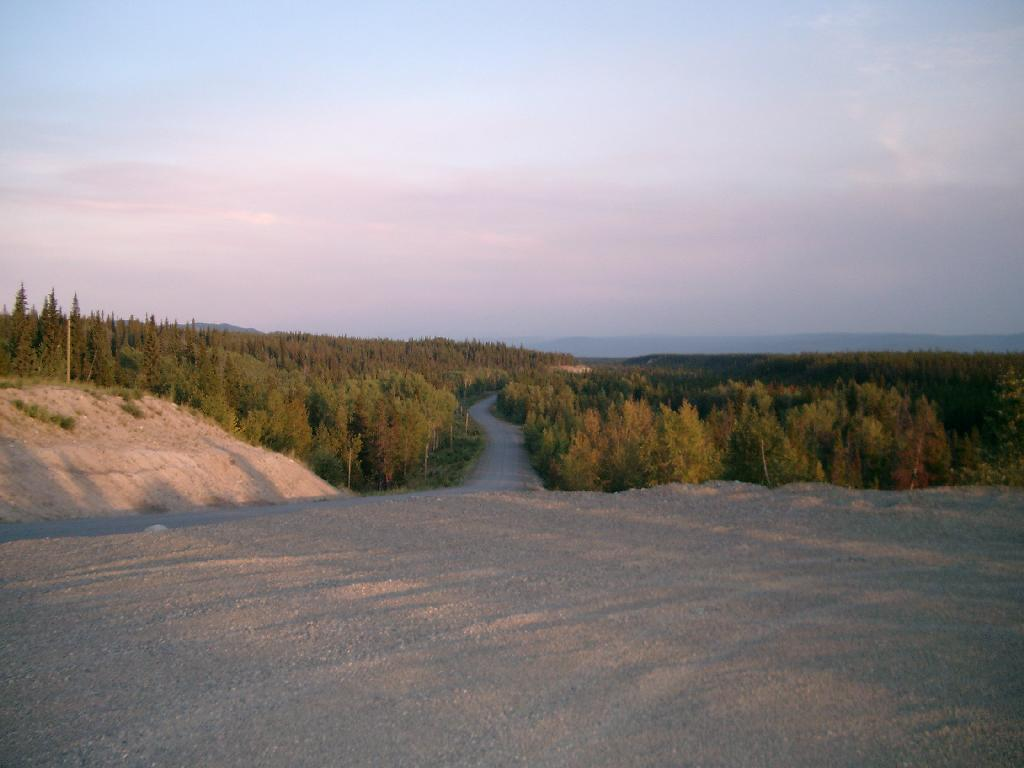
Vue vers l'est entre Kleena Kleene et Nimpo Lake
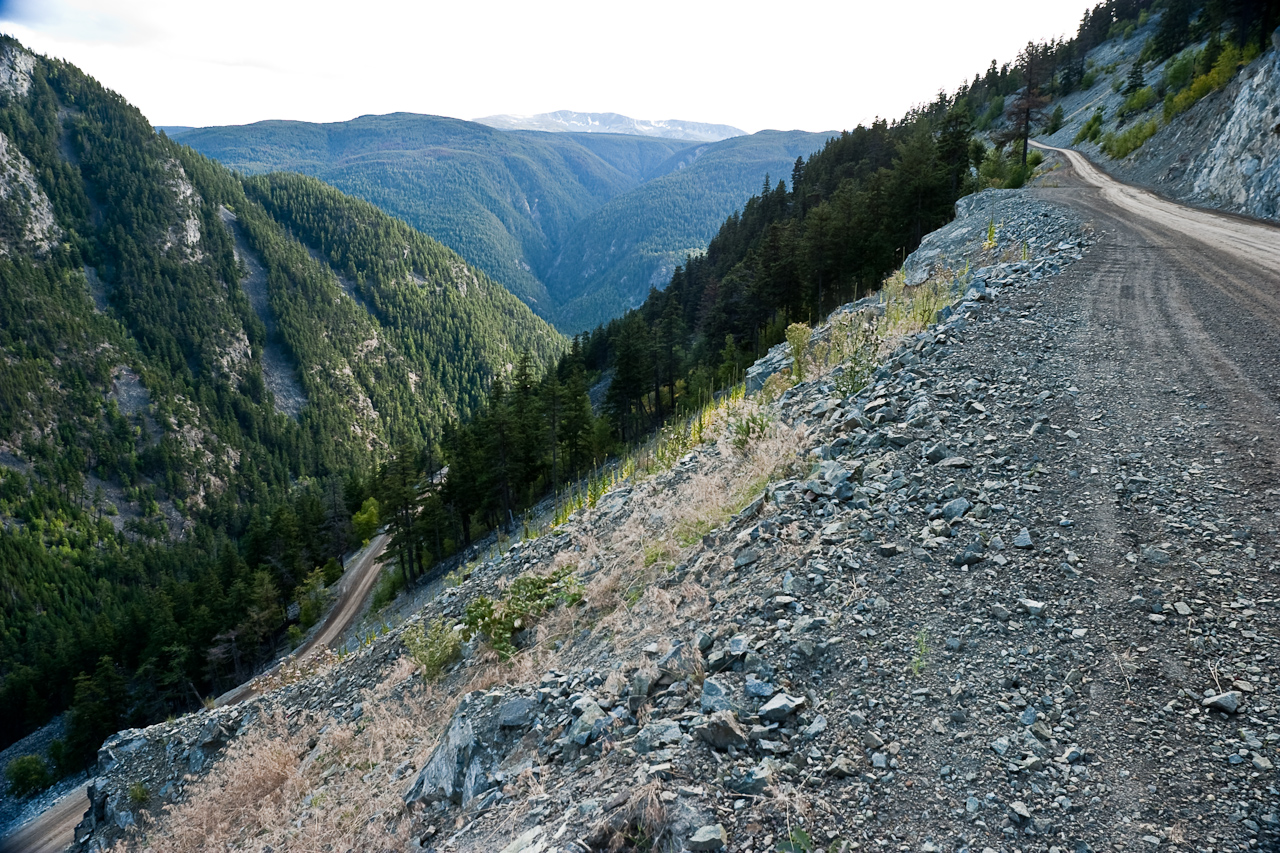
Vue depuis le sommet de The Hill